# George Cave
George Cave, 1. vikomt Cave (23. února 1856, Londýn, Anglie – 29. března 1928, Burnham-on-Sea, Anglie) byl britský právník a politik. Přes vysoké funkce v justici se dostal do politiky a za Konzervativní stranu byl poslancem Dolní sněmovny. Za první světové války byl v rámci koaliční vlády britským ministrem vnitra (1916–1919), později ve dvou konzervativních vládách zastával funkci lorda kancléře (1922–1923 a 1924–1928). S titulem vikomta byl od roku 1918 členem Sněmovny lordů.

## Životopis

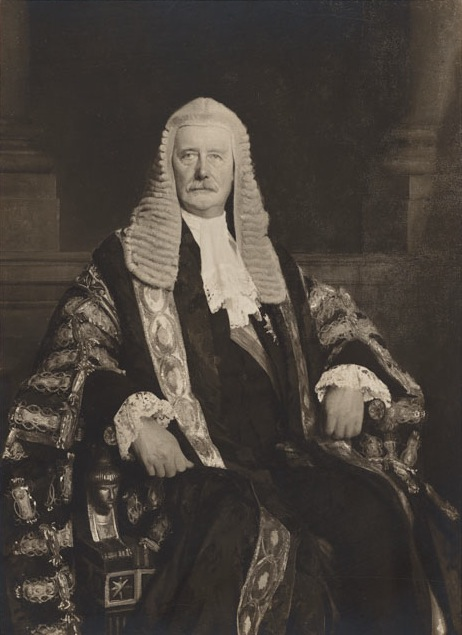
Vikomt Cave v tradičním oděvu lorda kancléře

Pocházel z londýnské podnikatelské rodiny, byl starším synem finančníka a dlouholetého poslance Thomase Cave (1825–1894). Vystudoval v Oxfordu a od roku 1880 působil jako právník, v roce 1904 byl jmenován královským justičním radou (King's Counsel) a zároveň soudcem v Guildfordu, byl též právním zástupcem oxfordské univerzity. V letech 1906–1918 byl poslancem Dolní sněmovny za Konzervativní stranu a poté se uplatnil ve vysokých funkcích v justici. Byl právním zástupcem prince waleského (1913–1915), v roce 1915 byl povýšen do šlechtického stavu a poté byl krátce nejvyšším státním zástupcem (solicitor general; 1915–1916). V Lloyd Georgově koaliční vládě byl ministrem vnitra (1916–1919) a v této funkci představil nový volební zákon z roku 1918. V roce 1918 získal titul vikomta a stal se členem Sněmovny lordů, v návaznosti na to rezignoval na post ministra vnitra. V následujících konzervativních vládách Bonar Lawa a S. Baldwina zastával funkci lorda kancléře (1922–1923 a 1924–1928).
V roce 1921 obdržel velkokříž Řádu sv. Michala a sv. Jiří, získal čestné doktoráty na univerzitách v Oxfordu (1924) a Cambridge (1925). V letech 1925–1928 byl kancléřem oxfordské univerzity.
Měl být povýšen na hraběte, ale zemřel ještě před udělením titulu. Hraběcí titul pak ještě téhož roku získala jeho manželka Anne Estella, rozená Mathews (1857–1938). Měli spolu čtyři děti, ale všechny zemřely v dětství, takže Anniným úmrtím v roce 1938 titul hraběte i vikomta zanikl.
Georgův mladší bratr Sir Basil Cave (1865–1931) působil ve službách ministerstva zahraničí, byl generálním konzulem v Zanzibaru a Alžírsku.